# Бустаманте, Александр
Сэр Уильям Александр Кларк Бустама́нте (англ. William Alexander Clarke Bustamante, 24 февраля 1884 — 6 августа 1977) — ямайский государственный и профсоюзный деятель, главный министр в 1953—1955, премьер-министр в 1962—1967 годах и народный герой Ямайки. При рождении ему дали имя Уильям Александр Кларк. Отец — ирландский католик, мать — смешанных кровей, по одной из линий происходила из аравакского племени таино. Псевдоним Бустаманте взят в честь испанского капитана, оказавшего Кларку помощь в его юные годы.

## Биография
Окончил Королевскую академию в Мадриде. В 21 год эмигрировал на Кубу, где работал полицейским. В 1934 вернулся на Ямайку и занялся ростовщичеством и скупкой недвижимости. В 1938 по стране прокатилась волна беспорядков и забастовок, Бустаманте активно выступал за проведение реформ, был дважды арестован, сидел в тюрьме. Организовал профсоюз промышленных рабочих, названный его именем (Производственный союз Бустаманте — ПСБ). Несмотря на то, что его лидер с сентября 1940 по февраль 1942 содержался под стражей, ПСБ к 1944 насчитывал 37 тысяч членов и добился пересмотра законодательства о труде.
ПСБ был успешен благодаря двоюродному брату Бустаманте, Норману Мэнли, который организовал в 1938 социалистическую партию умеренного толка (Народную национальную партию — ННП). В 1943 Бустаманте создал Лейбористскую партию Ямайки (ЛПЯ), куда вошли многие члены ПСБ. Мэнли в качестве противовеса организовал Конгресс профсоюзов Ямайки на основе ННП. Вскоре Бустаманте стал ведущим политическим лидером лейбористов и одним из влиятельнейших людей острова, нередко прибегавшим к преследованию политических оппонентов и общины растафарианцев. На выборах 1944 ЛПЯ получила 22 места в парламенте против 5, полученных ННП. В 1949 ННП завоевала 13 мест (ЛПЯ — 17); в 1955 и 1959 ННП получила больше голосов, чем ЛПЯ. Но из-за недовольства Вест-Индской Федерацией, членом которой Ямайка стала в 1958, избиратели повернулись к партии Бустаманте.
Мэнли объявил о проведении референдума, по итогам которого Ямайка вышла из состава Вест-Индской Федерации в 1962. В том же году после референдума партия Бустаманте победила на выборах, и Бустаманте стал премьер-министром. 6 августа 1962 Ямайка стала доминионом Содружества, в 1963 вступила в МВФ, а в 1966 в стране заработал парламент. В 1969 Ямайка вошла в Организацию американских государств (ОАГ). Бустаманте ушёл в отставку в 1967, незадолго до выборов.
Умер Бустаманте в Айриш-Таун-Сент-Эндрю (Ямайка) 6 августа 1977.